# ماكس كيلرمان
ماكس كيلرمان (بالإنجليزية: Max Kellerman)‏ هو رابر أمريكي، ولد في 6 أغسطس 1973 في الولايات المتحدة.

## روابط خارجية
- ماكس كيلرمان على موقع IMDb (الإنجليزية)
- ماكس كيلرمان على موقع قاعدة بيانات الفيلم (الإنجليزية)